# 1500-Meter-Weltrekordlauf von Turku 1957
1500-Meter-Weltrekordlauf von Turku 1957 ist eine Bezeichnung für den 1500-Meter-Lauf, der am 11. Juli 1957 in der südwestfinnischen Stadt Turku ausgetragen wurde. Die zeitgleichen Olavi Salsola und Olavi Salonen stellten dabei einen neuen Weltrekord auf. Bemerkenswert für den Lauf war, dass alle drei Erstplatzierten den bisherigen Weltrekord unterboten, aus Finnland stammten, denselben Vornamen hatten und im Jahr 1933 geboren waren. Bereits am darauffolgenden Tag wurde der neue Weltrekord vom Tschechoslowaken Stanislav Jungwirth gebrochen.

## Weltrekordentwicklung bis 1957
Bis 1954 schritt die Weltrekordentwicklung über die 1500 Meter nur relativ langsam voran. Nachdem Paavo Nurmi aus Finnland und der Deutsche Otto Peltzer in den 1920er Jahren neue Weltrekorde aufgestellt hatten, gelang dem Franzosen Jules Ladoumègue am 5. Oktober 1930 in Paris der erste Lauf unter 3:50 Minuten (3:49,2 Minuten). Während der Zeit des Zweiten Weltkrieges verbesserte der Schwede Gunder Hägg mehrmals den Weltrekord auf zuletzt 3:43,0 Minuten (7. Juli 1944 in Göteborg). Diese Marke sollte fast ganze zehn Jahre Bestand haben, ehe 1954 eine Weltrekordflut über die 1500 Meter einsetzte. Innerhalb von 26 Monaten stellten mit Wes Santee (Vereinigte Staaten), John Landy (Australien), Sándor Iharos (Ungarn), László Tábori (Ungarn), Gunnar Nielsen (Dänemark) und István Rózsavölgyi (Ungarn) gleich sechs verschiedene Athleten neue Weltrekorde auf.

## Weltrekordlauf von Turku

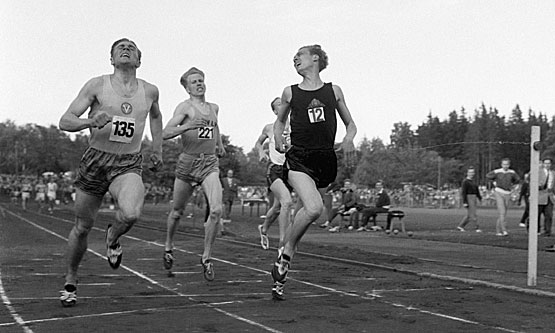
Zieleinlauf: Salonen, Vuorisalo und Salsola (v. l. n. r.)

Rund 9000 Zuschauer waren am 11. Juli 1957 in den Turkuer Sports Park gekommen, um einen Leichtathletik-Wettkampf zu verfolgen, allen voran jedoch den 1500-Meter-Lauf. Bereits 1954 hatte der Australier John Landy mit 3:58 Minuten einen neuen Rekord im Meilenlauf in Turku aufgestellt und dabei auch den Weltrekord im 1500-Meter-Lauf verbessert. Zu den Startern 1957 gehörten unter anderem der Schwede Dan Waern (* 1933), der US-amerikanische Meilenlauf-Rekordhalter Don Bowden (* 1936) sowie Tom Courtney (1933–2023) aus New Jersey, der den Weltrekord über die halbe Meilendistanz hielt und 1956 in Melbourne Gold im 800-Meter-Lauf gewann. Aus Finnland waren unter anderem die drei Namensvettern Olavi Vuorisalo (1933–2024), Olavi Salonen (1933–2025) und Olavi Salsola (1933–1995) am Start. Die drei Finnen hatten zwar international noch keine bedeutenden Läufe gewonnen, waren aber während der letzten Jahre und des Sommers zu den besten 1500-Meter-Läufern des Landes geworden. Amtierender Finnischer Meister über die Distanz war Olavi Vuorisalo. Salonen hatte dagegen bis 1957 noch keinen einzigen finnischen Einzelmeistertitel gewonnen. Ein weiterer Starter war Matti Nurmi, der Sohn des in Turku geborenen Paavo Nurmi.
Von den Experten war das Rennen als spannender Vergleich zwischen den Läufern aus den Vereinigten Staaten und Skandinavien angesehen worden. Vor allem der Schwede Dan Waern stand bei Letzteren unter Beobachtung. Dan Waern war es schließlich auch, der im Rennen in Führung liegend die Zielgerade erreichte. Etwa drei Meter betrug sein Vorsprung, ehe das finnische Trio bestehend aus Vuorisalo, Salsola und Salonen aufholen konnte. Die drei Finnen rannten an Waern vorbei und erreichten nahezu gleichzeitig das Ziel. Nachdem das Zielfoto ausgewertet war, wurde Olavi Salsola zum Sieger des Laufes erklärt, allerdings zeitgleich mit Olavi Salonen. Sie hatten mit 3:40,2 Minuten den bisherigen Weltrekord des Ungarn István Rózsavölgyi um vier Zehntelsekunden unterboten. Auch der Dritte des Laufes, Olavi Vuorisalo, blieb mit seinen 3:40,3 Minuten unter der bisherigen Weltrekordmarke. Dan Waern blieb mit 3:40,8 Minuten über der alten Weltrekordzeit. Matti Nurmi wurde mit 3:54,8 Minuten Neunter.

## Nach dem Weltrekordlauf
Bereits am folgenden Tag mussten Salonen und Salsola ihren Weltrekord wieder abgeben. In Stará Boleslav (Altbunzlau) bei Prag in der Tschechoslowakei verbesserte Stanislav Jungwirth den Weltrekord von Salonen und Salsola um ganze 2,1 Sekunden auf 3:38,1 Minuten. Der Australier Herb Elliott sollte diesen Rekord 1958 unterbieten und ihn bis 1967 halten.
Sowohl den Weltrekordhaltern für einen Tag Olavi Salonen und Olavi Salsola als auch Olavi Vuorisalo blieben weitere internationale Erfolge verwehrt. Salonen lief die 1500 Meter 1961 in 3:42,0 Minuten. 1962 wurde er Europameisterschaftsvierter im 800-Meter-Lauf. Salsola beendete seine Karriere 1960. Im August 1958 war er in Turku die 1500 Meter nochmal in guten 3:41,5 Minuten gelaufen. Bei der Europameisterschaft im selben Jahr in Stockholm wurde er aber nur Zwölfter. Auch bei Vuorisalo blieben weitere große Erfolge aus. 1958 lief er zweimal die 1500 Meter in 3:40,8 Minuten und wurde Fünfter bei der Europameisterschaft. 1960 lief er bei den Olympischen Spielen in Rom, scheiterte aber bereits in der Vorrunde deutlich am Finaleinzug. 1957 war er allerdings als amtierender finnischer Querfeldeinlaufmeister zum Sportler des Jahres in Finnland ausgezeichnet worden.